# ستيفن د. وايت
ستيفن د. وايت (بالإنجليزية: Stephen D. White)‏ هو مختص في الدراسات القروسطية ‏ ومؤرخ وأستاذ جامعي أمريكي، ولد في 16 أبريل 1945.